# Colegio Inglés de Douai

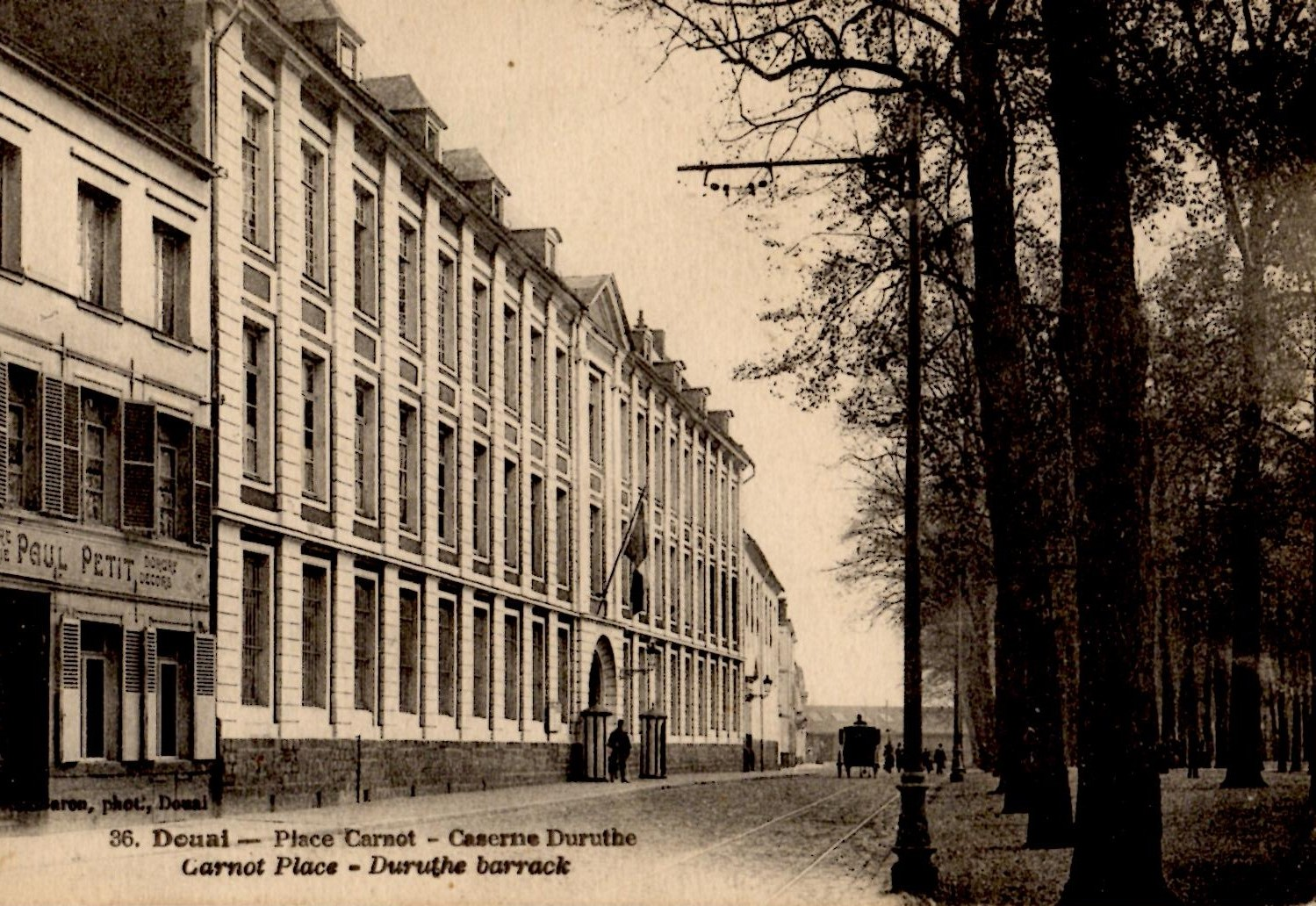
Tarjeta postal de 1910 que muestra el edificio que albergaba el Colegio Inglés en el momento de su disolución en 1793.

El Colegio Inglés de Douai (en latín, Collegium Anglorum Duacense, en francés, Collège des Grands Anglais) fundado en 1562 por el cardenal William Allen y algunos benedictinos exilados de Inglaterra tras la consolidación del anglicanismo y la persecución consiguiente de los católicos, formaba parte de la Universidad de Douai, creada por Felipe II como soberano de los Países Bajos españoles. Se pretendía una sólida formación para jóvenes dentro de la fe católica y también que fuera un seminario de futuros sacerdotes destinados a misión en su país de origen. De hecho durante el siglo XVI, de más de 300 religiosos enviados a la Inglaterra protestante, más de 130 fueron martirizados, muchos encarcelados y otros expulsados de nuevo a la Europa continental.
Aparte de su labor misionera, destaca el Colegio Inglés de Douai por haber realizado una traducción al inglés de la Biblia según la Vulgata latina conocida como Biblia Douay-Rheims, entre 1582 (Nuevo Testamento, en Reims) y 1609 (Antiguo Testamento, en Douai) importante como esfuerzo polémico y apologético del catolicismo inglés contrarreformista frente al protestantismo, y que reimpreso en múltiples ocasiones en el siglo XVII, también vino a influir en el desarrollo de la moderna lengua inglesa.
La ciudad de Douai, pasaría el 6 de julio de 1667 a manos de Francia.
En 1793, en la estela de los desórdenes y destrucciones de la Revolución Francesa, los estudiantes y superiores del colegio abandonaron éste ante el avance del Terror, poniendo fin a más de dos siglos de existencia.